# Ferran Sànchez i Rosales
Ferran Sánchez i Rosales (Alginet, Ribera Alta, 1952 - 1 de desembre de 2011) és un pintor i director artístic valencià.
Durant la seva trajectòria vital fou pintor, i més tard decorador i director artístic de cinema. Va treballar amb Pedro Almodóvar a Matador i ¡Átame!, pel que fou nominat al Goya a la millor direcció artística; amb Imanol Uribe a Adiós pequeña, amb Marco Ferreri a Ya bon les blancs (1988), amb Vicente Aranda a Tiempo de silencio o El Lute: camina o revienta, amb Francesc Bellmunt a Un negre amb un saxo (1989) i amb Eloy de la Iglesia a El pico. També fou director de la Penya Blaugrana d'Alginet del 1991 al 1995.